# جون لوغان
جون لوغان (بالإنجليزية: John Logan)‏ (1 يناير 1871 بإدنبرة في المملكة المتحدة - ) هو لاعب كرة قدم بريطاني (وحمل سابقاً جنسية المملكة المتحدة لبريطانيا العظمى وأيرلندا) في مركز الهجوم. لعب مع برمنغهام سيتي ونادي بارتيك ثيسل.